# Amusia
L'amusia (dal greco antico ἀ-μουσία?, a-musía, "mancanza di armonia") è l'incapacità biologica di comprendere, eseguire e apprezzare la musica. L'amusia è una patologia di origine cerebrale o degli organi uditivi (amusia cocleare), congeniti (presenti alla nascita) o acquisiti più tardi (per danni cerebrali, ad esempio). Ne è affetto circa il 4% della popolazione.

## Sintomi
Un "amusico" non è in grado di comprendere l'altezza delle note e/o di distinguere una melodia da un'altra. Non è da confondere con uno "stonato", il quale non è capace di emettere note nel modo adeguato per mancanza di tecnica. Chi soffre di amusia non riesce a comprendere quando stona e quando no, né sa accorgersi delle stonature degli altri. Nei casi più gravi, gli amusici non sono capaci di sentire la musica o la trovano irritante e sgradevole.
Rispetto ad altri deficit neuropsicologici selettivi, l'amusia pura è rara. Può insorgere insieme ad altri deficit neurologici o neuropsicologici, ma la diagnosi è spesso difficile se non si conoscono le condizioni pre-morbose. Oltretutto la musica, non essendo un'abilità primaria per la sopravvivenza, può essere deficitaria senza che vi siano segni manifesti in altri domini; pertanto la diagnosi può sfuggire se non vi sono indagini specifiche.
L'amusia può rivelarsi un disturbo imbarazzante. Oliver Sacks riporta l'esempio di Che Guevara, amusico, non sapeva distinguere i generi musicali, tanto da ballare in un'occasione speciale, senza scherzare, un mambo mentre l'orchestra suonava un tango. Gli amusici non riescono nemmeno a distinguere una cantilena da un inno nazionale o da una sinfonia di Mozart, con le conseguenze negli eventi sociali che si possono immaginare.

## Ricerca
Una misurazione dell'amusia congenita è stata pubblicata online sulla rivista "Annals of Neurology" il 29 agosto 2005. Isabelle Peretz, dell'università di Montréal, autore principale dello studio, e i suoi collaboratori dell'Università di Helsinki hanno effettuato esami elettrofisiologici su pazienti, amusici e non, usando i potenziali evento correlati (ERP), individuando l'onda e una grossolana localizzazione del cervello attivata dall'esposizione a toni musicali di diversa altezza. Rispetto ai pazienti sani, quelli affetti da amusia presentano irregolarità nell'emisfero destro al di fuori della corteccia uditiva primaria. Il risultato così una scorretta comprensione e traduzione dei segnali trasmessi dall'orecchio e la consecutiva mancanza di capacità di ascolto e pratica musicale come un difetto di tipo anatomo-funzionale. Inoltre, il cervello dei pazienti affetti da amusia apparentemente non avverte cambiamenti di tono inferiori ad un semitono, mentre tende a reagire con troppa violenza a cambiamenti di tono maggiori.
L'amusia sembra curabile o migliorabile con l'esercizio nei bambini, come per la dislessia, invece la cura non sembra avere effetto sugli adulti. Alcuni medici sostengono un legame tra la malattia e la mancanza di ascolto musicale durante l'infanzia, specie se i genitori erano già amusici, ma questo non è stato dimostrato. Uno studio effettuato da Denis Drayna, del National Institute of Health negli Stati Uniti, su gemelli sia omozigoti che eterozigoti per valutare le loro capacità musicali, sembra invece dimostrare l'eredità genetica dell'amusia, dovuta, secondo Drayna, per il 70-80 per cento al DNA.
In realtà la letteratura scientifica riguardante studi neuropsicologici sull'amusia è più ampia. Nel 2005 sono stati pubblicati 7 articoli scientifici inerenti all'amusia.
La presenza di amusia pura è rara poiché sottostà a deficit molto specifici del cervello. Molto più frequente è l'associazione con afasia, alessìa, agnosia. Storicamente il primo lavoro sperimentale su pazienti cerebrolesi inerenti alle capacità musicali risale al 1962.